# 22537 Meyerowitz
22537 Meyerowitz è un asteroide della fascia principale. Scoperto nel 1998, presenta un'orbita caratterizzata da un semiasse maggiore pari a 2,7293602 UA e da un'eccentricità di 0,0725194, inclinata di 4,20113° rispetto all'eclittica.